# Astra 2C
Astra 2C luxemburgi kommunikációs műhold.

## Küldetés
A műhold biztosítja a teljes körű televíziós műsorszóró szolgáltatást, beleértve a HDTV és más fejlett audiovizuális és a széles sávú szolgáltatásokat. Szolgáltatást Európában, Közel-Keleten, Afrikában és a Nyugat-Ázsiában végez.

## Jellemzői
Gyártotta a Boeing Satellite Systems (amerikai), üzemeltette a Société Européenne des Satellites-Astra (SES Astra) Európa műhold üzemeltető magáncége. Felépítése megegyezik az Astra 1H űreszközével.
Megnevezései:  COSPAR:2001-025A; SATCAT kódja: 26853.
2001. június 16-án a Bajkonuri űrrepülőtérről, a LC-81/23 jelű indítóállványról egy Proton-K/DM-2M (Blok-DM3 403-02) hordozórakétával állították közepes magasságú Föld körüli pályára (MEO = Medium Earth Orbit). Az orbitális pályája 1436,10 perces, 0,1° hajlásszögű, Geoszinkron pálya perigeuma 35 768 kilométer, az apogeuma 35 805 kilométer volt.
Alakja prizma, méretei 2.34×2.8×4.5 méter, tömege 3643 kilogramm. Szolgálati idejét 15 évre tervezték. Három tengelyesen stabilizált (Nap-Föld érzékeny) űreszköz. 66 televíziós csatorna, valamint videó és internet szolgáltatást végez. Telemetriai szolgáltatását antennák segítik. Információ lejátszó KU-sávos, 32 (26 aktív+6 tartalék) transzponder biztosította Európa lefedettségét. Az űreszközhöz napelemeket rögzítettek (kinyitva 26 méter; 8,5 kW), éjszakai (földárnyék) energia ellátását újratölthető kémiai akkumulátorok biztosították. A stabilitás és a pályaelemek elősegítése érdekében (monopropilén hidrazin) gázfúvókákkal felszerelt.